# Provincia Qom
Provincia Qom (persană :استان قم) este una din cele 30 de provincii ale Iranului, situată în nordul țării, având capitala orașul Qom. Ea are o suprafață de 11.237 km², acoperind 0,89 % din suprafața totală a Iranului. Provincia s-a format prin detașarea unei părți din provincia Tehran în anul 1995. În 1996, provincia avea o populație de 853.000 locuitori, 91,2% în zona urbană și 8,8 % în zona rurală. Provincia Qom se compune dintr-un oraș, patru departamente și 256 de comune.
1. ↑   https://www.amar.org.ir/english/Iran-at-a-glance/Qom Lipsește sau este vid: |title= (ajutor)